# Xã Rose Grove, Quận Hamilton, Iowa
Xã Rose Grove (tiếng Anh: Rose Grove Township) là một xã thuộc quận Hamilton, tiểu bang Iowa, Hoa Kỳ. Năm 2010, dân số của xã này là 156 người.